# Гарам масала

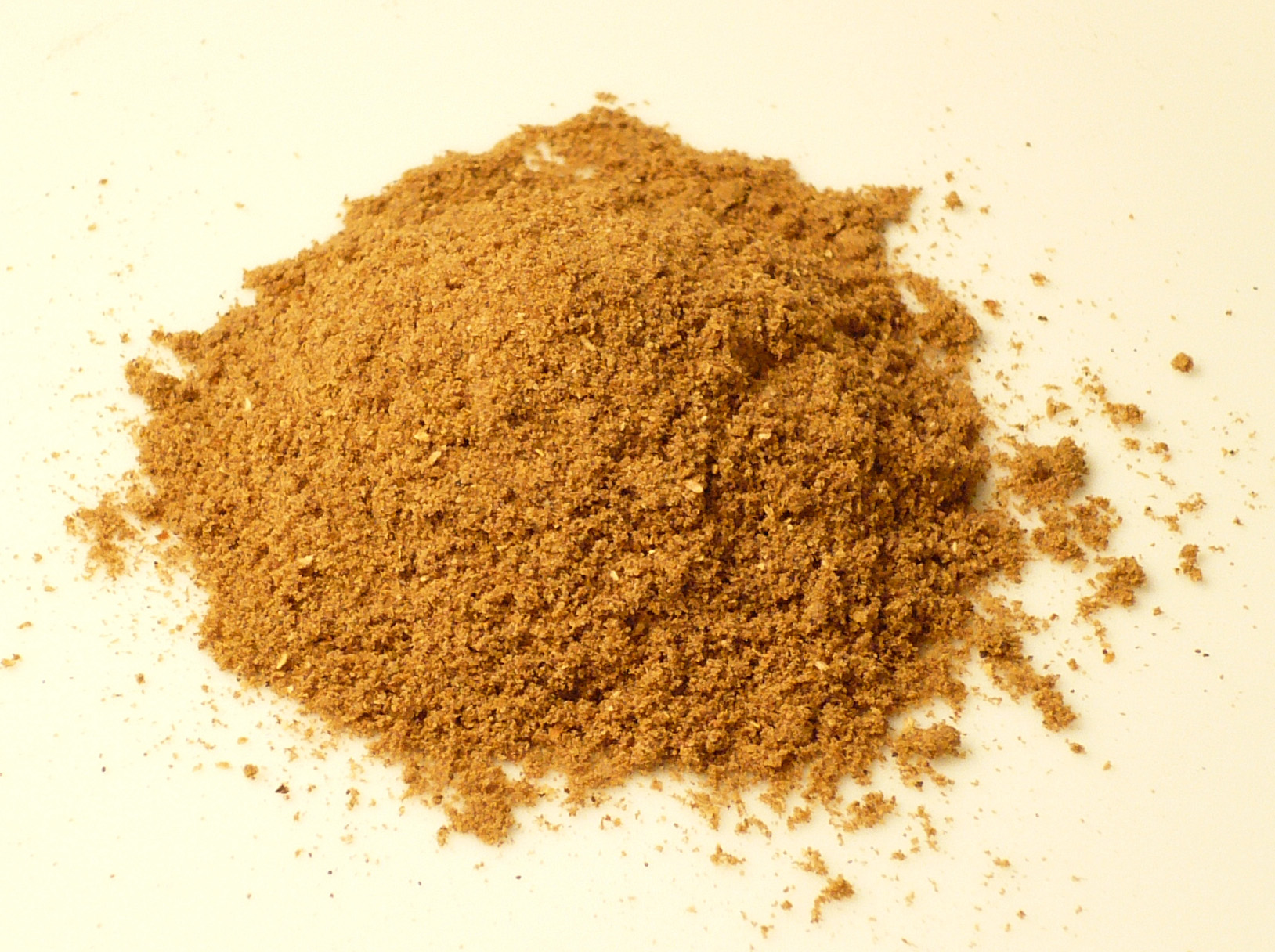
Гарам масала

Гара́м масáла (від гінді गरम मसाला, garam («гострий») та масала («суміш»)) — суміш спецій, яку використовують у північноіндійській кухні та кухні ряду інших південноазійських країн. Використовують як самостійно, так і в поєднанні з іншими спеціями. Слово «гарам» стосується насиченості спецій, а не вмісту капсаїцину (гостроти).

## Склад

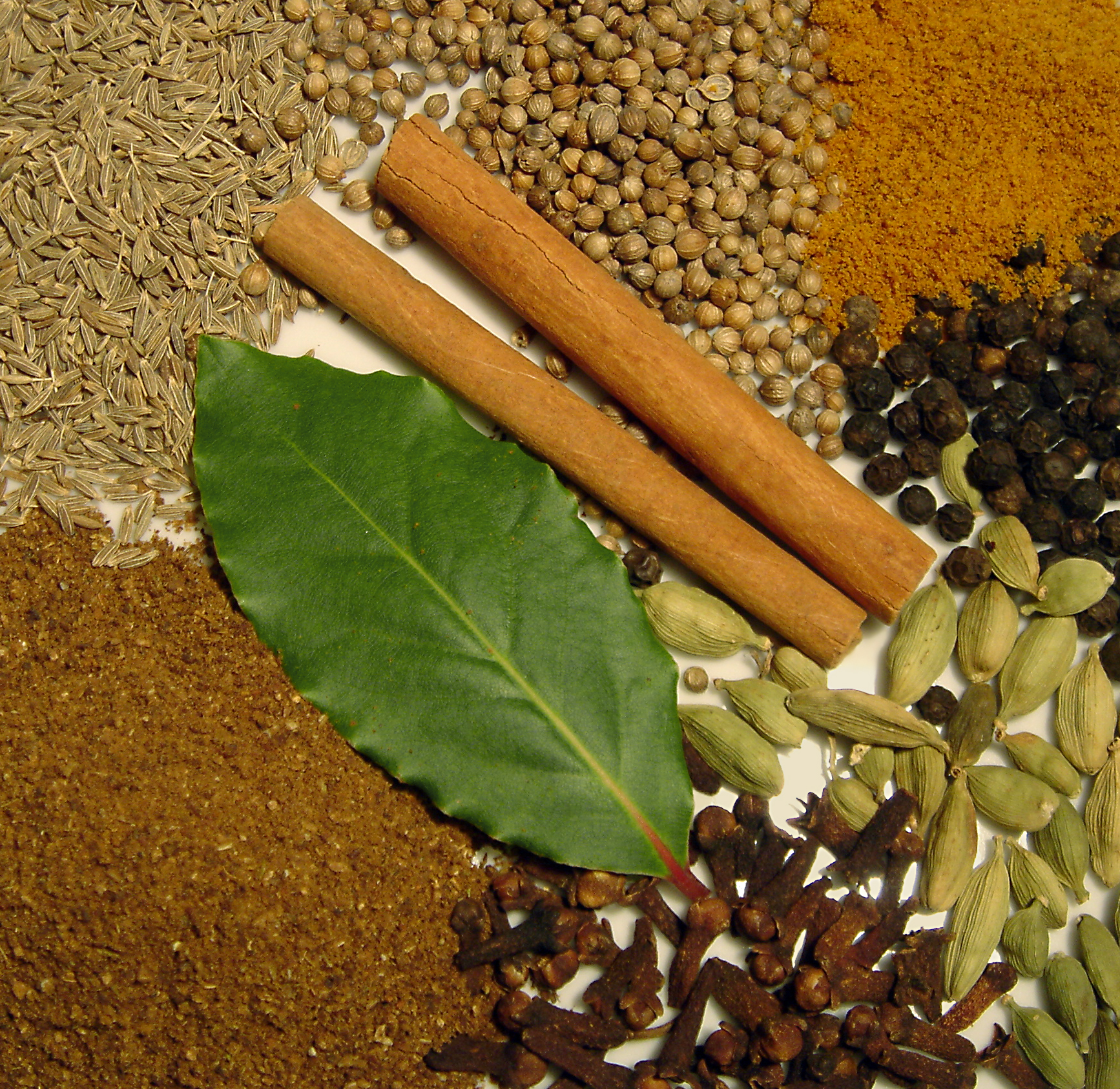
Інгредієнти гарам масала

Склад гарам масала відрізняється залежно від регіону. Різні комбінації цих та інших спецій використовуються в різних рецептах, і жоден з рецептів не вважається вірогіднішим, ніж інший. Компоненти суміші присмажуються та змішуються.
Типовий варіант гарам масала містить:
- чорний та білий перець
- гвоздика
- листя балабара (кориці малабарської)
- листя мускатного горіха
- чорне насіння куміну, коричневе насіння кмину або зіри, насіння коричневого кольору
- кориця
- чорні, коричневі та зелені стручки кардамону
- мускатний горіх
- бадьян
- насіння коріандру

Деякі рецепти вимагають змішувати спеції з травами, а інші як основу вказують воду, оцет, кокосове молоко або інші рідини, щоб зробити пасту. У деяких рецептах можуть бути додані горіхи, цибуля або часник; використовується підсмажка.